# Anoplognathus parvulus
Anoplognathus parvulus är en skalbaggsart som beskrevs av Waterhouse 1873. Anoplognathus parvulus ingår i släktet Anoplognathus och familjen Rutelidae. Inga underarter finns listade i Catalogue of Life.